# Угумоново
Угумоново — деревня в Пестовском муниципальном районе Новгородской области. Входит в состав Охонского сельского поселения. Согласно всероссийской переписи населения 2010 года постоянного населения деревня не имеет.
Площадь территории деревни — 9,8 га. Угумоново находится в 4 км к северо-западу от Охоны, в 3 км к северу от автодороги Р8. К югу от Угумонова, в 2,5 км,— деревня Харламово, а в 2 км к востоку — деревня Дехино.

## История
В списке населённых мест Устюженского уезда Новгородской губернии за 1909 год деревня Угумонова указана, как относящаяся к Охонской волости (2-го стана, 4-го земельного участка). Население деревни Угумонова, что была на земле Харламовского сельского общества, — 79 жителей: мужчин — 43, женщин — 36, число жилых строений — 28. Затем с 10 июня 1918 года до 31 июля 1927 года в составе Устюженского уезда Череповецкой губернии, затем в составе Пестовского района Череповецкого округа Ленинградской области. По постановлению ЦИК и СНК СССР от 23 июля 1930 года Череповецкий округ был упразднён, а район перешёл в прямое подчинение Леноблисполкому. По Указу Президиума Верховного Совета СССР от 5 июля 1944 года Пестовский район был передан из Ленинградской области во вновь образованную Новгородскую область. Во время неудавшейся всесоюзной реформы по делению на сельские и промышленные районы и парторганизации, в соответствии с решениями ноябрьского (1962 года) пленума ЦК КПСС «о перестройке партийного руководства народным хозяйством» с 10 декабря 1962 года был образован, в числе прочих, крупный Пестовский сельский район на территории Дрегельского, Пестовского и Хвойнинского районов, а 1 февраля 1963 года административный Пестовский район в числе прочих был упразднён. Пленум ЦК КПСС, состоявшийся 16 ноября 1964 года восстановил прежний принцип партийного руководства народным хозяйством, после чего Указом Верховного Совета РСФСР от 12 января 1965 года сельские районы были преобразованы вновь в административные районы и решением Новгородского облисполкома № 6 от 14 января 1965 года деревня вновь в составе Охонского сельсовета Пестовского района.
С принятием закона от 6 июля 1991 года «О местном самоуправлении в РСФСР» была образована Администрация Охонского сельсовета (Охонская сельская администрация), затем Указом Президента РФ № 1617 от 9 октября 1993 года «О реформе представительных органов власти и органов местного самоуправления в Российской Федерации» деятельность Охонского сельского Совета была досрочно прекращена, а его полномочия переданы Администрации Охонского сельсовета. По результатам муниципальной реформы, с 2005 года деревня входит в состав муниципального образования — Охонское сельское поселение Пестовского муниципального района (местное самоуправление), по административно-территориальному устройству подчинена администрации Охонского сельского поселения Пестовского района. В 2012 году Новгородская областная дума (постановлением № 50-5 ОД от 25.01.2012) постановила уведомить Правительство Российской Федерации об упразднении в числе прочих Охонского сельсовета Пестовского района.